# Challenger Ciudad de Guayaquil 2012
Il Challenger Ciudad de Guayaquil 2012 è stato un torneo professionistico di tennis maschile giocato sulla terra rossa. È stata l'11ª edizione del torneo, facente parte dell'ATP Challenger Tour nell'ambito dell'ATP Challenger Tour 2012. Si è giocato a Guayaquil in Ecuador dal 5 al 10 novembre 2012.

## Partecipanti ATP

### Teste di serie
| Nazionalità | Giocatore             | Ranking* | Testa di serie |
| ----------- | --------------------- | -------- | -------------- |
| Argentina   | Leonardo Mayer        | 71       | 1              |
| Italia      | Paolo Lorenzi         | 76       | 2              |
| Spagna      | Rubén Ramírez Hidalgo | 98       | 3              |
| Argentina   | Guido Pella           | 113      | 4              |
| Argentina   | Martín Alund          | 126      | 5              |
| Stati Uniti | Wayne Odesnik         | 138      | 6              |
| Portogallo  | Frederico Gil         | 142      | 7              |
| Russia      | Tejmuraz Gabašvili    | 181      | 8              |

- 1 Ranking al 29 ottobre 2012.

### Altri partecipanti
Giocatori che hanno ricevuto una wild card:
- Duilio Beretta
- Alejandro Estrada
- Emilio Gómez
- Juan-Sebastian Vivanco

Giocatori che hanno ricevuto un entry come special exempt:
- Juan Sebastián Cabal

Giocatori che sono passati dalle qualificazioni::
- Sergio Galdós
- Daniel Garza
- Mateo Nicolás Martínez
- Franco Scaravilli

## Campioni

### Singolare
- Leonardo Mayer ha battuto in finale  Paolo Lorenzi con il punteggio di 6–2, 6–4.

### Doppio
- Martín Alund /  Facundo Bagnis hanno battuto in finale  Leonardo Mayer /  Martín Ríos-Benítez con il punteggio di 7–5, 7–6(5).